# Гензени-Бала
Гензени-Балла (перс. هنزني بالا‎ — село в Иране, в Ховикском дегестане, в бахше Ховик, Талышском шахрестане, остане Гилян. По данным переписи 2006 года, его население составляло 17 человек, проживавших в составе 6 семей .

## Климат
Средняя годовая температура составляет 12,89 °C, средняя максимальная — 26,90 °C, а средняя минимальная — −1,04 °C. Среднее годовое количество осадков — 737 мм.